# Cautires tenebricus
Cautires tenebricus – gatunek chrząszcza z rodziny karmazynkowatych i podrodziny Lycinae.
Gatunek ten opisany został po raz pierwszy w 1926 roku przez Richarda Kleine. Jako miejsce typowe wskazano Doherty w malezyjskim stanie Perak. Holotyp zdeponowano w Muzeum Historii Naturalnej w Londynie.
Chrząszcz o grzbietobrzusznie spłaszczonym i słabo zesklerotyzowanym ciele długości 7 mm. Ubarwiony jest całkowicie czarno. Czułki u samicy są ostro piłkowane, u samca zaś blaszkowate, a blaszka trzeciego członu jest mniej więcej dwukrotnie dłuższa od trzonu tegoż członu; blaszki członów trzeciego i czwartego są osadzone w ich nasadowych częściach. Głowa wyposażona jest w oczy złożone o średnicach wynoszących między 0,4 a 0,95 ich rozstawu. Przedplecze ma powierzchnię podzieloną listewkami (żeberkami) na co najmniej kilka komórek (areoli). Pokrywy mają po cztery żeberka podłużne pierwszorzędowe i po pięć żeberek podłużnych drugorzędowych. Ponadto między tymi żeberkami występują żeberka poprzeczne, dzieląc również powierzchnię pokryw na komórki (areole). Genitalia samca cechują się prąciem 6,7 raza dłuższym niż szerokim, najszerszym w poszerzonej wierzchołkowej ⅓ długości, na szczycie spiczasto zakończonym.
Owad orientalny, endemiczny dla Malezji, znany tylko z lokalizacji typowej w stanie Perak.